# 2015-ös Formula–1 spanyol nagydíj
A spanyol nagydíj volt a 2015-ös Formula–1 világbajnokság ötödik futama, amelyet 2015. május 8. és május 10. között rendeztek meg a spanyolországi Circuit de Catalunyán, Barcelonában.

## Szabadedzések

### Első szabadedzés
A spanyol nagydíj első szabadedzését május 8-án, pénteken délelőtt tartották.
| helyezés | versenyző          | csapat/motor         | elért idő | különbség | futott kör |
| -------- | ------------------ | -------------------- | --------- | --------- | ---------- |
| 1        | Nico Rosberg       | Mercedes             | 1:26,828  | −         | 28         |
| 2        | Lewis Hamilton     | Mercedes             | 1:26,898  | +0,070    | 27         |
| 3        | Sebastian Vettel   | Ferrari              | 1:27,806  | +0,978    | 21         |
| 4        | Kimi Räikkönen     | Ferrari              | 1:27,832  | +1,004    | 16         |
| 5        | Carlos Sainz Jr.   | Toro Rosso-Renault   | 1:28,132  | +1,304    | 27         |
| 6        | Max Verstappen     | Toro Rosso-Renault   | 1:28,529  | +1,701    | 23         |
| 7        | Danyiil Kvjat      | Red Bull-Renault     | 1:28,785  | +1,957    | 7          |
| 8        | Felipe Massa       | Williams-Mercedes    | 1:28,831  | +2,003    | 21         |
| 9        | Daniel Ricciardo   | Red Bull-Renault     | 1:29,075  | +2,247    | 9          |
| 10       | Felipe Nasr        | Sauber-Ferrari       | 1:29,140  | +2,312    | 14         |
| 11       | Nico Hülkenberg    | Force India-Mercedes | 1:29,409  | +2,581    | 20         |
| 12       | Raffaele Marciello | Sauber-Ferrari       | 1:29,630  | +2,802    | 15         |
| 13       | Jolyon Palmer      | Lotus-Mercedes       | 1:29,676  | +2,848    | 21         |
| 14       | Susie Wolff        | Williams-Mercedes    | 1:29,708  | +2,880    | 22         |
| 15       | Fernando Alonso    | McLaren-Honda        | 1:29,813  | +2,985    | 22         |
| 16       | Jenson Button      | McLaren-Honda        | 1:29,817  | +2,989    | 22         |
| 17       | Sergio Pérez       | Force India-Mercedes | 1:30,096  | +3,268    | 19         |
| 18       | Pastor Maldonado   | Lotus-Mercedes       | 1:30,110  | +3,282    | 7          |
| 19       | Will Stevens       | Manor-Ferrari        | 1:32,471  | +5,643    | 22         |
| 20       | Roberto Merhi      | Manor-Ferrari        | 1:32,647  | +5,819    | 20         |

### Második szabadedzés
A spanyol nagydíj második szabadedzését május 8-án, pénteken délután tartották.
| helyezés | versenyző        | csapat/motor         | elért idő | különbség | futott kör |
| -------- | ---------------- | -------------------- | --------- | --------- | ---------- |
| 1        | Lewis Hamilton   | Mercedes             | 1:26,852  | −         | 26         |
| 2        | Sebastian Vettel | Ferrari              | 1:27,260  | +0,408    | 37         |
| 3        | Nico Rosberg     | Mercedes             | 1:27,616  | +0,764    | 35         |
| 4        | Kimi Räikkönen   | Ferrari              | 1:27,780  | +0,928    | 36         |
| 5        | Danyiil Kvjat    | Red Bull-Renault     | 1:27,943  | +1,091    | 25         |
| 6        | Max Verstappen   | Toro Rosso-Renault   | 1:28,017  | +1,165    | 32         |
| 7        | Jenson Button    | McLaren-Honda        | 1:28,494  | +1,642    | 31         |
| 8        | Valtteri Bottas  | Williams-Mercedes    | 1:28,525  | +1,673    | 39         |
| 9        | Carlos Sainz Jr. | Toro Rosso-Renault   | 1:28,674  | +1,822    | 31         |
| 10       | Felipe Massa     | Williams-Mercedes    | 1:28,712  | +1,860    | 36         |
| 11       | Fernando Alonso  | McLaren-Honda        | 1:28,723  | +1,871    | 28         |
| 12       | Romain Grosjean  | Lotus-Mercedes       | 1:29,086  | +2,234    | 14         |
| 13       | Daniel Ricciardo | Red Bull-Renault     | 1:29,098  | +2,246    | 4          |
| 14       | Pastor Maldonado | Lotus-Mercedes       | 1:29,217  | +2,365    | 34         |
| 15       | Felipe Nasr      | Sauber-Ferrari       | 1:29,333  | +2,481    | 37         |
| 16       | Marcus Ericsson  | Sauber-Ferrari       | 1:29,361  | +2,509    | 34         |
| 17       | Nico Hülkenberg  | Force India-Mercedes | 1:29,601  | +2,749    | 38         |
| 18       | Sergio Pérez     | Force India-Mercedes | 1:29,707  | +2,855    | 35         |
| 19       | Will Stevens     | Manor-Ferrari        | 1:31,929  | +5,077    | 30         |
| 20       | Roberto Merhi    | Manor-Ferrari        | 1:32,751  | +5,899    | 23         |

### Harmadik szabadedzés
A spanyol nagydíj harmadik szabadedzését május 9-én, szombaton délelőtt tartották.
| helyezés | versenyző        | csapat/motor         | elért idő | különbség | futott kör |
| -------- | ---------------- | -------------------- | --------- | --------- | ---------- |
| 1        | Nico Rosberg     | Mercedes             | 1:26,021  | −         | 19         |
| 2        | Sebastian Vettel | Ferrari              | 1:26,177  | +0,156    | 14         |
| 3        | Lewis Hamilton   | Mercedes             | 1:26,222  | +0,201    | 10         |
| 4        | Valtteri Bottas  | Williams-Mercedes    | 1:26,682  | +0,661    | 19         |
| 5        | Kimi Räikkönen   | Ferrari              | 1:26,944  | +0,923    | 14         |
| 6        | Daniel Ricciardo | Red Bull-Renault     | 1:27,048  | +1,027    | 19         |
| 7        | Felipe Massa     | Williams-Mercedes    | 1:27,109  | +1,088    | 19         |
| 8        | Max Verstappen   | Toro Rosso-Renault   | 1:27,132  | +1,111    | 18         |
| 9        | Danyiil Kvjat    | Red Bull-Renault     | 1:27,313  | +1,292    | 7          |
| 10       | Carlos Sainz Jr. | Toro Rosso-Renault   | 1:27,809  | +1,788    | 17         |
| 11       | Jenson Button    | McLaren-Honda        | 1:27,938  | +1,917    | 17         |
| 12       | Nico Hülkenberg  | Force India-Mercedes | 1:28,082  | +2,061    | 13         |
| 13       | Felipe Nasr      | Sauber-Ferrari       | 1:28,096  | +2,075    | 23         |
| 14       | Fernando Alonso  | McLaren-Honda        | 1:28,304  | +2,283    | 17         |
| 15       | Romain Grosjean  | Lotus-Mercedes       | 1:28,578  | +2,557    | 17         |
| 16       | Pastor Maldonado | Lotus-Mercedes       | 1:28,618  | +2,597    | 18         |
| 17       | Marcus Ericsson  | Sauber-Ferrari       | 1:28,788  | +2,767    | 20         |
| 18       | Sergio Pérez     | Force India-Mercedes | 1:28,996  | +2,975    | 14         |
| 19       | Will Stevens     | Manor-Ferrari        | 1:31,125  | +5,104    | 16         |
| 20       | Roberto Merhi    | Manor-Ferrari        | 1:31,749  | +5,728    | 17         |

## Időmérő edzés
A spanyol nagydíj időmérő edzését május 9-én, szombaton futották.
| helyezés              | rajtszám | versenyző        | csapat/motor         | 1. rész  | 2. rész  | 3. rész  | rajthely | futott kör |
| --------------------- | -------- | ---------------- | -------------------- | -------- | -------- | -------- | -------- | ---------- |
| 1                     | 6        | Nico Rosberg     | Mercedes             | 1:26,490 | 1:25,166 | 1:24,681 | 1        | 18         |
| 2                     | 44       | Lewis Hamilton   | Mercedes             | 1:26,382 | 1:25,740 | 1:24,948 | 2        | 17         |
| 3                     | 5        | Sebastian Vettel | Ferrari              | 1:27,534 | 1:26,167 | 1:25,458 | 3        | 15         |
| 4                     | 77       | Valtteri Bottas  | Williams-Mercedes    | 1:27,262 | 1:26,197 | 1:25,694 | 4        | 16         |
| 5                     | 55       | Carlos Sainz Jr. | Toro Rosso-Renault   | 1:26,773 | 1:26,475 | 1:26,136 | 5        | 17         |
| 6                     | 33       | Max Verstappen   | Toro Rosso-Renault   | 1:27,393 | 1:26,441 | 1:26,249 | 6        | 20         |
| 7                     | 7        | Kimi Räikkönen   | Ferrari              | 1:26,637 | 1:26,016 | 1:26,414 | 7        | 16         |
| 8                     | 26       | Danyiil Kvjat    | Red Bull-Renault     | 1:27,833 | 1:26,889 | 1:26,629 | 8        | 16         |
| 9                     | 19       | Felipe Massa     | Williams-Mercedes    | 1:27,165 | 1:26,147 | 1:26,757 | 9        | 16         |
| 10                    | 3        | Daniel Ricciardo | Red Bull-Renault     | 1:27,611 | 1:26,692 | 1:26,770 | 10       | 16         |
| 11                    | 8        | Romain Grosjean  | Lotus-Mercedes       | 1:27,383 | 1:27,375 |          | 11       | 13         |
| 12                    | 13       | Pastor Maldonado | Lotus-Mercedes       | 1:27,281 | 1:27,450 |          | 12       | 13         |
| 13                    | 14       | Fernando Alonso  | McLaren-Honda        | 1:27,941 | 1:27,760 |          | 13       | 11         |
| 14                    | 22       | Jenson Button    | McLaren-Honda        | 1:27,813 | 1:27,854 |          | 14       | 12         |
| 15                    | 12       | Felipe Nasr      | Sauber-Ferrari       | 1:27,625 | 1:28,005 |          | 15       | 14         |
| 16                    | 9        | Marcus Ericsson  | Sauber-Ferrari       | 1:28,112 |          |          | 16       | 6          |
| 17                    | 27       | Nico Hülkenberg  | Force India-Mercedes | 1:28,365 |          |          | 17       | 6          |
| 18                    | 11       | Sergio Pérez     | Force India-Mercedes | 1:28,442 |          |          | 18       | 7          |
| 19                    | 28       | Will Stevens     | Manor-Ferrari        | 1:31,200 |          |          | 19       | 6          |
| 20                    | 98       | Roberto Merhi    | Manor-Ferrari        | 1:32,038 |          |          | 20       | 4          |
| 107%-os idő: 1:32,428 |          |                  |                      |          |          |          |          |            |

## Futam
A spanyol nagydíj futama május 10-én, vasárnap rajtolt.
| helyezés | rajtszám | versenyző        | csapat/motor         | futott kör | idő/kiesés oka   | rajthely | pont |
| -------- | -------- | ---------------- | -------------------- | ---------- | ---------------- | -------- | ---- |
| 1        | 6        | Nico Rosberg     | Mercedes             | 66         | 1:41:12,555      | 1        | 25   |
| 2        | 44       | Lewis Hamilton   | Mercedes             | 66         | +17,551          | 2        | 18   |
| 3        | 5        | Sebastian Vettel | Ferrari              | 66         | +45,342          | 3        | 15   |
| 4        | 77       | Valtteri Bottas  | Williams-Mercedes    | 66         | +59,217          | 4        | 12   |
| 5        | 7        | Kimi Räikkönen   | Ferrari              | 66         | +1:00,002        | 7        | 10   |
| 6        | 19       | Felipe Massa     | Williams-Mercedes    | 66         | +1:21,314        | 9        | 8    |
| 7        | 3        | Daniel Ricciardo | Red Bull-Renault     | 65         | +1 kör           | 10       | 6    |
| 8        | 8        | Romain Grosjean  | Lotus-Mercedes       | 65         | +1 kör           | 11       | 4    |
| 9        | 55       | Carlos Sainz Jr. | Toro Rosso-Renault   | 65         | +1 kör           | 5        | 2    |
| 10       | 26       | Danyiil Kvjat    | Red Bull-Renault     | 65         | +1 kör           | 8        | 1    |
| 11       | 33       | Max Verstappen   | Toro Rosso-Renault   | 65         | +1 kör           | 6        |      |
| 12       | 12       | Felipe Nasr      | Sauber-Ferrari       | 65         | +1 kör           | 15       |      |
| 13       | 11       | Sergio Pérez     | Force India-Mercedes | 65         | +1 kör           | 18       |      |
| 14       | 9        | Marcus Ericsson  | Sauber-Ferrari       | 65         | +1 kör           | 16       |      |
| 15       | 27       | Nico Hülkenberg  | Force India-Mercedes | 65         | +1 kör           | 17       |      |
| 16       | 22       | Jenson Button    | McLaren-Honda        | 65         | +1 kör           | 14       |      |
| 17       | 28       | Will Stevens     | Manor-Ferrari        | 63         | +3 kör           | 19       |      |
| 18       | 98       | Roberto Merhi    | Manor-Ferrari        | 62         | +4 kör           | 20       |      |
| ki       | 13       | Pastor Maldonado | Lotus-Mercedes       | 45         | baleseti sérülés | 12       |      |
| ki       | 14       | Fernando Alonso  | McLaren-Honda        | 26         | fékek            | 13       |      |

## A világbajnokság állása a verseny után
| H   | Versenyzők       | Pont | H   | Konstruktőrök        | Pont |
| --- | ---------------- | ---- | --- | -------------------- | ---- |
| 1.  | Lewis Hamilton   | 111  | 1.  | Mercedes             | 202  |
| 2.  | Nico Rosberg     | 91   | 2.  | Ferrari              | 132  |
| 3.  | Sebastian Vettel | 80   | 3.  | Williams-Mercedes    | 81   |
| 4.  | Kimi Räikkönen   | 52   | 4.  | Red Bull-Renault     | 30   |
| 5.  | Valtteri Bottas  | 42   | 5.  | Sauber-Ferrari       | 19   |
| 6.  | Felipe Massa     | 39   | 6.  | Lotus-Mercedes       | 16   |
| 7.  | Daniel Ricciardo | 25   | 7.  | Toro Rosso-Renault   | 14   |
| 8.  | Romain Grosjean  | 16   | 8.  | Force India-Mercedes | 11   |
| 9.  | Felipe Nasr      | 14   | 9.  | McLaren-Honda        | 0    |
| 10. | Carlos Sainz Jr. | 8    | 10. | Manor-Ferrari        | 0    |

(A teljes táblázat)

## Statisztikák
- Vezető helyen:
  - Nico Rosberg: 60 kör (1-15), (17-45) és (51-66)
  - Lewis Hamilton: 5 kör (46-50)
  - Kimi Räikkönen: 1 kör (16)
- Nico Rosberg 9. győzelme és 16. pole-pozíciója.
- Lewis Hamilton 23. leggyorsabb köre.
- A Mercedes 33. győzelme.
- Nico Rosberg 31., Lewis Hamilton 75., Sebastian Vettel 70. dobogós helyezése.
- Jenson Button 100. rajtja a McLaren színeiben.